# Burg Kienburg
Die Kienburg (abgeleitet aus dem altdeutschen Wort kühn) ist die Ruine einer Höhenburg in Osttirol am südlichen Rand des Iseltals und liegt zwischen Huben und Sankt Johann im Walde in der Ortschaft Kienburg, etwa auf halber Strecke von Lienz nach Matrei auf einer felsigen Anhöhe.

## Geschichte
Die Burg wurde zum ersten Mal um das Jahr 1000 genannt. Besitzer waren die Grafen von Lechsgemünd. Im Jahr 1212 kam sie an das Hochstift Salzburg. Besitzverhältnisse und Interessen brachten Mitte des 13. Jahrhunderts Krieg und Verwüstung über die Burg. Philipp von Spanheim, Erzbischof von Salzburg, stand im Konflikt mit Kaiser Friedrich II. Da er den Einfall kaiserlicher Truppen ins Ennstal befürchtete, ließ der Erzbischof präventiv die kaiserlichen Burgen einnehmen. Graf Meinhard III. von Görz, der auf der Seite des Kaisers stand, griff daraufhin dreimal Matrei und Virgen an und plünderte die Dörfer. 1252 wurde der Konflikt schließlich durch den Frieden von Lieserhofen beigelegt, durch den die Festung Virgen an Salzburg ging und Schloss Matrei zurückgegeben werden musste. Die Kienburg blieb jedoch auch in der Folgezeit umstritten und wechselte immer wieder den Besitzer.
Die Burg bestand bis 1579. Um diese Zeit zerstörte ein Feuer die Raubritterburg, woraufhin sie unbewohnbar und vom letzten Ritter (Graf Christoph von Kienburg) verlassen wurde. Das Gebiet war dann später österreichisches Staatsgebiet, bis es 1825 in den privaten Besitz der Familie Wanner und schließlich am 1. Oktober 1936 in das Eigentum der Familie Stocker überging. Ende des Zweiten Weltkrieges fiel 1945 eine von einem amerikanischen Flugzeug abgeworfene Bombe auf die Burgruine und zerstörte deren Hauptteil mitsamt dem Turm. Die Ruine wird derzeit renoviert, um den Verfall zu stoppen.

## Beschaffenheit
Der Grundriss der Kienburg besteht aus einem, von einer Ringmauer umfassten Hofraum im Süden und dem aus dem Bering auskragenden Wohntrakt im Norden. Die Mauer selbst besteht aus gelegtem Bruchstein mit eingeschobenen Opus-spicatum-Lagen. Sie stammt höchstwahrscheinlich aus dem 12. Jahrhundert.

## Heutige Nutzung
Das Anwesen befindet sich im Privatbesitz der Familie Stocker. Auf dem ca. 103 Hektar großen Gebiet wird vor allem Forstwirtschaft betrieben. Neben der Burgruine auf einem Hügel gibt es noch weitere fünf Gebäude und einen Naturteich. Unter den Gebäuden befindet sich das sogenannte Heubad, eine Wellnesseinrichtung, das von Ferdinand Stocker sen. betrieben wird. 